# Magerrasen, Naßwiesen und Flachmoorrest im Heuscheugrund
Das Gebiet Magerrasen, Naßwiesen und Flachmoorrest im Heuscheugrund ist ein geschützter Landschaftsbestandteil von etwa neun Hektar Größe im unterfränkischen Landkreis Kitzingen in Bayern. Diese Fläche wurde am 8. Juni 1989 als Schutzgebiet ausgewiesen und beherbergt ein wichtiges Moorgebiet.

## Geographische Lage
Das Schutzgebiet besteht aus einem Teilbereich und befindet sich an der Westflanke des Mittelgebirges Steigerwald, das weitgehend mit dem Naturpark Steigerwald übereinstimmt. Es befindet sich im Gebiet von Wiesentheid, einem Markt im unterfränkischen Landkreis Kitzingen. Nördlich des geschützten Landschaftsbestandteils liegt Obersambach, ein Ortsteil von Wiesentheid, östlich davon der Geiselwinder Ortsteil Gräfenneuses. Durch das Schutzgebiet fließt der Sambach, ein Zufluss des Castellbachs. Der geschützte Landschaftsbestandteil ist eingebettet im Obersambacher Wald, der ein Waldgebiet innerhalb des Steigerwaldes ist.

## Schutzstatus und Schutzgründe
Innerhalb des Schutzgebietes befindet sich das Biotop „Streuwiesen und Magerrasen im Heuscheugrund“ mit der Nummer 6228-1042. Das Biotop ist insgesamt in sieben unterschiedlich große Teilflächen untergliedert und deckt einen sehr großen Teil des geschützten Landschaftsbestandteiles ab. Das Biotop umfasst feuchte und magere Grünlandflächen mit Pfeifengraswiesen, Nasswiesen, Schilfröhricht, Großseggenriedern und einem Flachmoor. An den Waldrändern gibt es Magerrasen und Extensivwiesen, die oft in Feuchtgrünland übergehen. In verschiedenen Teilflächen (wie Teilfläche 01 und 07) sind Pfeifengraswiesen mit charakteristischen Arten wie Nordischem Labkraut, Echtem Mädesüß, Hirsesegge und anderen vertreten. Es gibt Übergänge zu seggenreichen Nasswiesen mit Großseggen, Waldsimse und anderen Feuchtigkeitsanzeigern. Bestimmte Bereiche (zum Beispiel im Osten von Teilfläche 01) beherbergen artenreiche Trespen-Magerrasen mit einer Vielzahl von Pflanzenarten. Ein kleines Flachmoor mit verschiedenen Seggenarten befindet sich im südöstlichen Teil von Teilfläche 07. Weitere Abschnitte (wie Teilfläche 02 und 04) umfassen artenreiche, magere Glatthaferwiesen mit typischen Wiesenkräutern und Magerkeitszeigern. Teilfläche 03 ist ein Schilfröhricht zwischen gemähtem Grünland und Wald. Teilfläche 05 präsentiert ein Mosaik aus Trespen-Magerrasen und Saumarten mit diversen Magerkeitszeigern. Die Fläche ist seit längerer Zeit ungenutzt. Teilfläche 06 hingegen ist eine Nassbrache aus Sumpfseggenried, Waldsimse und Mädesüß-Hochstaudenflur. Folgende Biotop- und Lebensraumtypen sind in diesem geschützten Landschaftsbestandteil vorhanden: Pfeifengrasenwiese (LRT6410), Seggen- oder binsenreiche Nasswiesen, Sümpfe, Magerrasen, basenreich (LRT6210), Großseggenriede außerhalb der Verlandungszone, Artenreiches Extensivgrünland (LRT6510), Landröhrichte, Magere Altgrasbestände und Grünlandbrache, Feuchte und nasse Hochstaudenfluren, planar bis montan, Flachmoore und Quellmoore (LRT7230).

## Artnachweise
Besonders hervorzuheben ist der Nachweis der FFH-Art Zauneidechse. Im Schutzgebiet wurden weitere bedeutsame Arten nachgewiesen, die entweder auf der Roten Liste Bayerns oder der Roten Liste Deutschlands verzeichnet sind. Dazu gehören: Sumpf-Schafgarbe, Davalls Segge, Rispen-Segge, Breitblättriges Knabenkraut, Karthäuser-Nelke, Heide-Nelke, Sumpf-Stendelwurz, Kleines-Mädesüß, Nordisches Labkraut, Zierliches Labkraut, Gewöhnlicher Fransenenzian, Gewöhnliches Sonnenröschen, Spitzblütige Binse, Sumpf-Herzblatt, Berg-Haarstrang, Blassgelber Klee, Hügel-Erdbeere, Wiesen-Labkraut, Moor-Labkraut.

## Gefährdung
In Teilfläche 007 besteht aufgrund von Entwässerung oder Drainage erkennbare Beeinträchtigung. Hingegen sind in Teilfläche 003 und 006 keine negativen Auswirkungen ersichtlich. Teilfläche 007 zeigt erste Anzeichen einer Veränderung in der typischen Artenzusammensetzung, während Teilfläche 001 unter unzureichender Pflege oder geringer Nutzungsintensität leidet. Auf Teilfläche 005 gibt es eine Veränderung oder Aufgabe der lebensraumerhaltenden Nutzung. In Teilfläche 002 und 004 erfolgt die Pflege oder Nutzung möglicherweise zu spät.